# Рот (район)
Рот (нем. Roth) — район в Германии, в административном округе Средняя Франкония Республики Бавария. Региональный шифр — 09 576. Центр района — город Рот.
По данным на 31 декабря 2014 года:
- территория — 89 539,39 га;[1]
- население — 123 980 чел.;[2]
- плотность населения — 138,46 чел./км²;
- землеобеспеченность с учётом внутренних вод — 7222 м²/чел.

## Административно-территориальное деление

Муниципалитеты района Рот (Бавария)

В состав района входят в общей сложности 16 общин (муниципалитетов), в том числе шесть городских, четыре ярмарочных и шесть сельских.
Административные сообщества на территории района не создавались. На территории района также расположены пять не населённых межобщинных (неинкорпорированных, некорпоративных, невключённых) территорий (нем. Gemeindefreies Gebiet) общей площадью 2323,78 га.

### Городские общины
1. Абенберг (5 568)
2. Грединг (7 215)
3. Рот (25 020)
4. Хайдекк (4 898)
5. Хильпольтштайн (13 147)
6. Шпальт (5 110)

### Ярмарочные общины
1. Аллерсберг (8 055)
2. Вендельштайн (16 046)
3. Тальмессинг (5 375)
4. Шванштеттен (7 530)

### Общины
1. Бюхенбах (5 197)
2. Георгенсгмюнд (6 679)
3. Каммерштайн (2 756)
4. Редницхембах (6 938)
5. Рёттенбах (2 928)
6. Рор (3 362)

### Межобщинные территории
1. Абенбергер-Вальд[нем.] (нем. Abenberger Wald) (315,60 га)[7]
2. Дехенвальд[нем.] (нем. Dechenwald) (166,95 га)[7]
3. Зоос[нем.] (нем. Soos) (129,71 га)[7]
4. Форст-Клайншварценлоэ[нем.] (нем. Forst Kleinschwarzenlohe) (1388,85 га)[7]
5. Хайденберг[нем.] (нем. Heidenberg) (322,67 га)[7]

### Объединения общин
1. В данном районе на 1 января 2016 года административные сообщества не создавались.

## Население
По оценке на 31 декабря 2015 года население района Рот составляет 125 140 чел. 

| Дата      | 1840  | 1871  | 1900  | 1925  | 1939  | 1950  | 1961  | 1970  | 1987   | 2011   |
| --------- | ----- | ----- | ----- | ----- | ----- | ----- | ----- | ----- | ------ | ------ |
| Население | 42978 | 43981 | 46188 | 48866 | 50595 | 72616 | 74232 | 88650 | 103944 | 123344 |

| Год       | 1960  | 1970  | 1980   | 1990   | 2000   | 2009   | 2010   | 2011   | 2012   | 2013   | 2014   | 2015   |
| --------- | ----- | ----- | ------ | ------ | ------ | ------ | ------ | ------ | ------ | ------ | ------ | ------ |
| Население | 73831 | 90586 | 102042 | 110597 | 124187 | 124329 | 124186 | 123120 | 123168 | 123431 | 123890 | 125140 |